# Rain (The Beatles)
Rain è un brano musicale dei Beatles, pubblicato nel Regno Unito come la facciata B del singolo Paperback Writer il 10 giugno 1966.

## Descrizione
L'ispirazione del pezzo venne a John Lennon richiamando un'esperienza positiva di alterazione della propria coscienza indotta da sostanze allucinogene, e infatti Rain suggerisce l'idea di superare le circostanze materiali che ci circondano per raggiungere uno stato trascendentale di coscienza.
Musicalmente, risalta il numero di Paul McCartney, che aveva messo da parte il fidato basso Höfner per inaugurare il nuovo basso Rickenbacker 4001, e quello di Ringo Starr alla batteria, una prova che Starr considera la propria migliore in assoluto. Ma poiché l'idea e la registrazione del pezzo risalgono al periodo in cui il gruppo cominciava a essere incuriosito dall'uso degli effetti sonori riproducibili nelle incisioni in studio e ad acquisirne una certa familiarità – tecniche rintracciabili con evidenza nel contemporaneo album Revolver –, un peso significativo è costituito dagli accorgimenti tecnici che furono impiegati durante le registrazioni. Oltre agli artifici utilizzati per incidere il basso – spostando l'altoparlante di fronte allo strumento e utilizzandolo come microfono (tecnica usata anche per Paperback Writer) – la base ritmica venne registrata a velocità accelerata e poi, in sede di riproduzione, fu rallentata così da fare assumere al brano «un'atmosfera sospesa, stordita», e nei remix del 16 aprile il nastro fu riempito di ADT. Infine, nella dissolvenza terminale del brano si sente un nastro scorrere al contrario. Non è definito se si trattò di un incidente oppure di una scelta deliberata, anche perché Lennon e George Martin, ognuno citando i propri ricordi, hanno sempre rivendicato con forza la paternità di quell'innovazione.

## Formazione
- John Lennon: voce, chitarra ritmica
- Paul McCartney: cori, basso
- George Harrison: cori, chitarra solista
- Ringo Starr: batteria, tamburino